# كارل مورتن أموندسين
كارل مورتن أموندسين (بالنرويجية البوكمول: Carl Morten Amundsen)‏ هو درامي ‏ نرويجي، ولد في 11 يناير 1961 في برغن في النرويج.